# 아름다운 정의
《아름다운 정의》(영어: Beautiful Justice)는 2019년 방영된 필리핀의 드라마이다.